# Revuelta de los Barretines
La revuelta de los barretines (en catalán, revolta dels barretines) fue una revuelta campesina que se produjo en el Principado de Cataluña entre 1687 y 1689 y que estuvo originada por el malestar social vinculado a una crisis agraria y a los abusos que tenía que soportar la población campesina por parte de sus señores y de los jefes del ejército con los alojamientos de tropas. Se circunscribió a las zonas rurales de las comarcas centrales, si bien los actores de esa revuelta se presentaron ante Barcelona, la capital del Principado.
Carme Pérez Aparicio ha señalado las diferencias de esta revuelta con la de 1640 y que explicarían su fracaso. «Ya que una parte importante del descontento de los campesinos catalanes estaba provocado por la presencia del ejército y por los abusos que se cometían en los alojamientos, los dirigentes de la revuelta intentaron obtener el apoyo institucional en lo que consideraban un movimiento en defensa de las Constituciones. Pero, a diferencia de 1640 y precisamente por su recuerdo, la clase política, en general, y las instituciones catalanas, en particular, hicieron causa común con el rey y con los señores y el movimiento barretina fue finalmente reprimido».
Por otro lado, esta misma historiadora ha comparado la revolta dels barretines con la Segunda Germanía del reino de Valencia, que se produjo pocos años después, destacando que presentan «un común denominador, la fuerte presión fiscal que soportaban amplios sectores del campesinado y el rechazo hacia el régimen señorial» y que también coinciden en que no son «movimientos espontáneos, primarios, protagonizados por los desheredados de la sociedad, sin ningún programa coherente, nula significación política e ideológica, y ninguna trascendencia social o económica fuera del mismo ámbito de la revuelta» sino que «sus motivaciones son de largo alcance, sus dirigentes pertenecen a los grupos campesinos acomodados, desarrollan una estrategia bien estudiada y persiguen unos objetivos claramente definidos. Son alzamientos condenados —eso sí— a una duración efímera, pero al mismo tiempo con fuerte impacto político y un alto coste para las clases dirigentes y la misma monarquía, y que, incluso después de su fracaso, favorecieron un clima de inestabilidad social, política y militar de graves consecuencias para el gobierno central».

## Origen de la revuelta: presión sobre el campo
Existían dos motivaciones generales para la revuelta:
- La plaga de langostas iniciada en Lérida en 1685 asoló el campo catalán por tres años, pues no se extinguió hasta 1688,[3] provocando penurias y carestía de alimentos, pues en 1687 se estima que en algunas zonas fue destruida el 70% de la cosecha.

- Las hostilidades con Francia, aunque finalizadas en 1684 con la paz de Ratisbona, habían convertido a Cataluña en zona de alojamientos de tropas, las cuales eran alojadas entre la población civil de bajo nivel socioeconómico —existían exenciones para nobles, letrados, etc— de las zonas rurales —las ciudades y villas estaban exentas por privilegio real o por pago de dinero— contribuyendo la población local igualmente a su sostenimiento (paja para monturas, comida para los soldados, posadas para los oficiales, etc). El 26 de junio de 1687 había alojados en Cataluña 2431 soldados de caballería.

Carmen Pérez Aparicio ha destacado que «las denuncias de los insurrectos era de gran alcance: la carga extraordinaria e insoportable que representaba la presencia de tropas, los agravios comparativos que comportaba, la connivencia de los señores con los jefes del ejército y la carga de los derechos señoriales y del diezmo».

## Fase inicial de la revuelta: Centellas (1687)
La crisis agraria unida a las cargas derivadas de la contribución militar y a los abusos del propio conde sobre sus vasallos, como el control de precios de alimentos básicos, dio lugar a que se presentasen quejas al virrey, el cual, tomando partido por el conde, apresó por unos días a los síndicos locales (Josep Llavina y Enric Torres) que a él se dirigieron.
El traslado de más quejas locales al virrey, Diego Mesía de Guzmán-Dávila, marqués de Leganés, por parte de un diputado del brazo eclesiástico, Antoni Saiol y de un oidor del brazo militar o nobiliario, Josep Ciges, hizo que éste procediera a la sustitución de ambos mediante real decreto de 18 de julio de 1687, acusados de incitación a la rebelión, junto a tres asesores. El resto de miembros de la Diputación del General acató la decisión del representante del poder real en el Principado, declarando que los cesados habían actuado a título individual. 
En Centellas se negaron a seguir contribuyendo con la entrega de 24 reales diarios al capitán Ballaró, y el virrey procedió a primeros de octubre a enviar 600 soldados de infantería y 40 de caballería para someter a la población local. La llegada de las tropas el día 7 provocó un alzamiento armado, ante el cual, los soldados se retiraron. El propio virrey Velasco se desplazó hasta Granollers, acompañado de algunos miembros de la Diputación del General, donde recibió una delegación local, que pidió disculpas, pero continuó negándose a pagar la contribución. Esta actitud se fue generalizando en buena parte de Cataluña, como indica Feliu de la Penya en una carta a Pedro de Aragón: «el fuego en Centelles ha sido apagado pero las cenizas han sido escampadas por toda Cataluña».
Los de Centellas consiguieron la adhesión de Tona y Vich, reuniendo una fuerza superior a la del ejército. En Barcelona, la Real Audiencia se planteó si debía aconsejar retirar la caballería de la plana de Vich, realizar una incursión armada de mayor calado, o perdonar a los sediciosos, obviando sus faltas, resolviendo el capitán general, Oleguer de Montserrat, implorar a Leganés para que no procediera con mano dura. Pero las autoridades no tomaron ninguna resolución, mientras que los campesinos procedieron a tejer una red de alianzas locales que se pondría en marcha en caso de amenaza.

## Payeses a las puertas de Barcelona (1688)
En abril de 1688, un enfrentamiento entre un soldado y su hospedador, en el pueblo de Vilamajor, fue la excusa para que la liga campesina se pusiera en marcha, movilizándose varios centenares de hombres hacia Mataró para obligar a la población local a que dejase de pagar la contribución militar. Juntándose gente de diversas poblaciones, se reunió un grupo de varios miles de hombres que se dirigió hacia Barcelona, con gritos de "Visca el rei i mori el mal govern" ['Viva el rey y muera el mal gobierno'], congregándose frente a las murallas de Barcelona hacia el día 7. Su apabullante presencia, y las amenazas de incendiar casas de oficiales reales, les permitió que el memorial presentado fuera tomado en consideración, al contrario que las quejas de un año antes. En él demandaban la restitución en sus cargos de los miembros de la Diputación del General que habían sido en su día apartados de sus responsabilidades por haber cuestionado la gestión del virrey, y que defendieron las quejas de las poblaciones afectadas; un perdón general y una revisión de las contribuciones militares
Aunque la Real Audiencia se opuso en un primer momento, aconsejaron al virrey que cediese en las peticiones, capitulando el día 10. El marqués de Leganés recomendó al rey la restitución de los exmiembros de la Diputación del General el 12 de mayo, siendo él mismo poco después sustituido debido a la mala gestión de la crisis por Juan Tomás Enríquez de Cabrera y Ponce de León, conde de Melgar.

## Alteraciones antiseñoriales: extensión de la rebelión
Se produjeron en el verano de 1688 una serie de alteraciones contrarias al poder local en diversas poblaciones, contagiadas por el éxito de la rebelión de los barretines, severamente reprimidas en su mayor parte, la más conocida fue la Revolta de les faves ['Revuelta de las habas'] de Manresa,  pero también hubo altercados en Sabadell, Puigcerdà, Vilamajor, Berga, Sant Boi de Llobregat, Castelbó, Martorell y Cardona. Pero lo que más temían las autoridades era un estallido en Barcelona. Al tiempo que la negativa a pagar las contribuciones militares se replicaba por diversas poblaciones. El duque de Villahermosa fue nombrado nuevo virrey hacia octubre, en sustitución de su antecesor, superado por los acontecimientos, iniciándose un proceso de detención y ajusticiamiento de incitadores a la rebelión. 
De Centellas volvió a salir un nuevo cuerpo de hombres armados que se dirigió a Mataró, llegando allí el 26 de noviembre. La Diputación del General y el Consejo de Ciento financiaron y apoyaron al virrey. En las poblaciones del Llobregat se formaron diversos cuerpos (en torno a 18.000 hombres) que rodearon Barcelona, produciéndose enfrentamientos con el ejército, que consiguió dispersar a los sediciosos. Se emitió un perdón general que excluía a diversos cabecillas, los cuales fueron llamados a juicio. Se presentaron algunos de ellos, siendo perdonados. 
La rebelión se dio por acabada con un perdón general emitido en marzo de 1690, si bien se continuaron publicando panfletos contra las contribuciones. El virrey intentó una nueva fórmula: obtener un donativo por parte de las ciudades, a lo que accedieron algunas donde predominaba la actividad manufacturera, pero en zonas agrícolas la resistencia al donativo fue constante.

## Consecuencias
El estallido de la guerra de los nueve años convirtió de nuevo a Cataluña en frente militar entre Francia y España, por lo que las reivindicaciones populares pasaron a un segundo plano. Si bien en 1690 se producirían nuevas protestas, la prioridad a partir de ahí pasó a ser la defensa frente a las tropas francesas, que acabarían, no obstante, bombardeando Barcelona en 1697. 
Algunos de los cabecillas de la revuelta fueron asesinados como en el caso de Antoni Soler, otros recibieron el indulto, alguno fue desterrado y otros emprendieron el camino del exilio, poniéndose al servicio del rey de Francia (Torres, Rocafort y Rocabruna).

## Conclusiones
A diferencia de la sublevación de 1640, las autoridades locales se pusieron esta vez a favor de la monarquía. Hay elementos que se repiten a lo largo de los tres años de revuelta: el rechazo a los alojamientos militares, las abusivas contribuciones de carácter militar y elementos anti señoriales en determinados momentos; también cabe destacar un enfrentamiento interno entre zonas eminentemente agrícolas a las que la plaga de langosta había dejado arruinadas y localidades manufactureras (Mataró, Moià, etc.) que salieron indemnes de este episodio. Este conflicto marcó probablemente la toma de posición de distinto signo según la localidad en la posterior guerra de Sucesión.

## La relación de la revuelta con el términobotifler
Durante la revuelta se usó en Centellas el término botiró para referirse a los soldados del rey. Los lingüistas Pere Labèrnia Esteller, Francesc de Borja Moll y Joan Corominas sostienen que la palabra botiró guarda la misma raíz (botir: "hinchar", "hincharse") que la palabra botifler usada durante la Guerra de Sucesión Española para referirse a los partidarios de Felipe V. Un origen que parece confirmar un documento de 1707 que afirma que la palabra botifler procedía de Vich. Así botiró y botifler, según el historiador Joaquín Albareda, «podrían tener la misma connotación de persona arrogante, presumida, orgullosa».